# Dragonerkaserne Wels

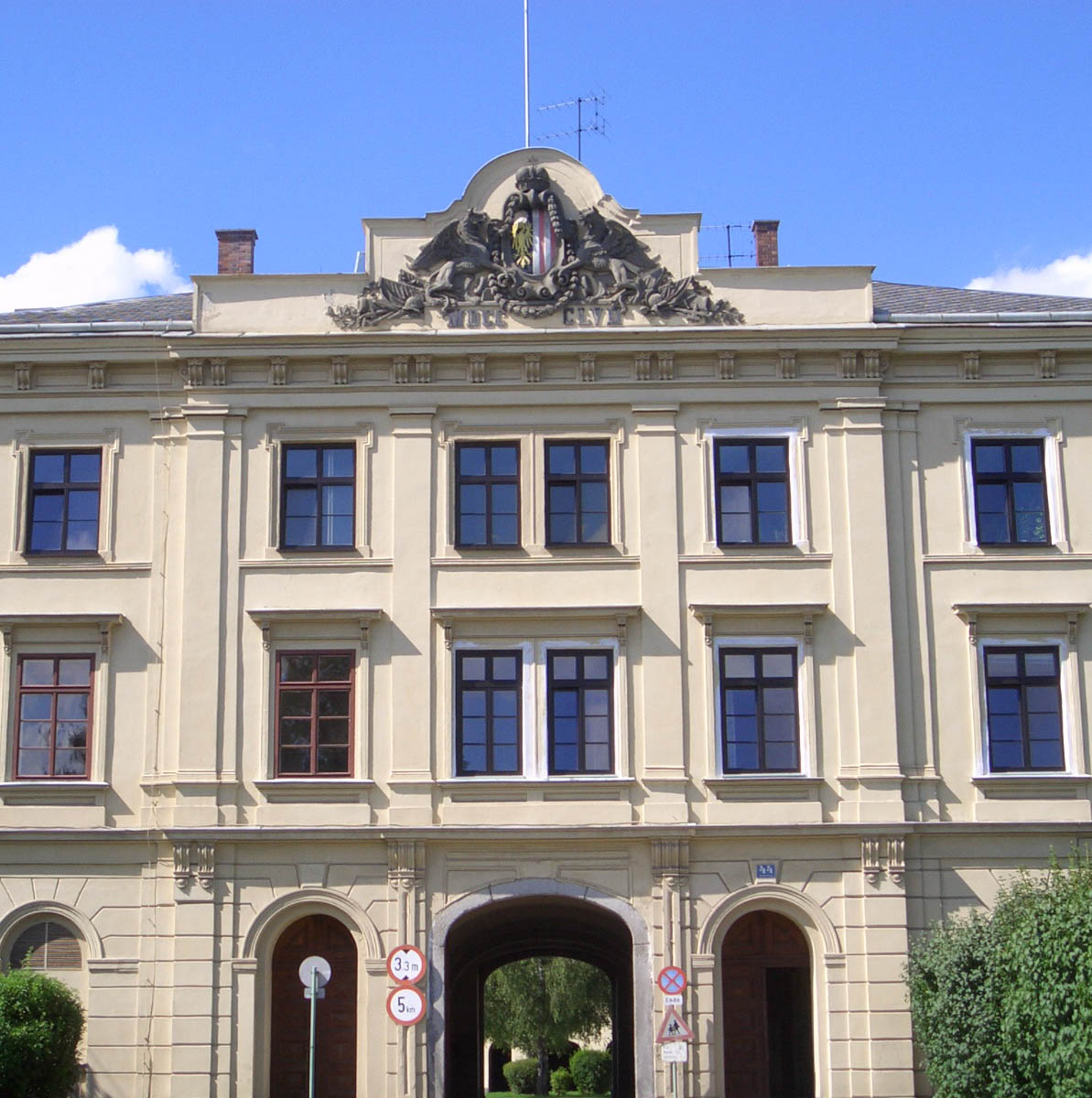
Südportal im Mitteltrakt

Die Dragonerkaserne Wels ist eine ehemalige militärische Gebäudeanlage südwestlich des Stadtzentrums von Wels in Oberösterreich.

## Baugeschichte
Wels war seit dem späten 17. Jahrhundert Garnisonsstadt. Die Truppenstärke war zunächst so gering, dass die Truppen im Stadtinneren in leerstehenden Bürger- oder Adelshäusern untergebracht waren. 1847/48 wurden diese Verbände wegen der Schweizer Unruhen im Zusammenhang mit dem Sonderbundskrieg nach Vorarlberg verlegt und es garnisonierte gegen Ende der Biedermeierzeit der Stab des k.k. Chevauleger–Regiments Nr. 5 mit zwei Eskadronen in Wels. Da die restlichen Eskadronen des Regiments zwischen Enns und Salzburg aufgeteilt werden mussten fasste man Pläne für einen Kasernenbau in Wels.
Der erste Plan stammt vom Heimat- und Volkslieddichter und „Privat–Ingenieur“ Anton Schosser und entspricht der heutigen Lage des Gebäudes am strategisch günstigen Platz zwischen der Gmundner Bahn und der Reichsstraße (heute B 1) und nördlich des k.k. Militärverpflegsmagazins auf dem heutigen Areal der Kunstmühle Fritsch. Zu einer Ausführung dieses Planes kam es nicht.
Erst nach der Revolution von 1848/1849 im Kaisertum Österreich wurden die Planungen wieder aufgenommen. Zwischen 1851 und 1854 war das Husarenregiment Nr. 8 in Wels stationiert und aus dieser Zeit stammt der neue Situationsplan, welcher der errichteten dreihöfigen Anlage entspricht. Die Anlage wurde auf freiem Felde geplant und errichtet und hatte für diese Zeit ungeheure Ausmaße, war sie doch nicht viel kleiner als der Altstadtkern. Da es in Wels offenbar keinen Baubetrieb gab, der dieser Aufgabe gewachsen gewesen wäre, wurden zwei Baumeister aus Steyr, Johann Benninger und Josef Werndl, mit der Ausführung beauftragt.
Mit dem Bau wurde im Spätherbst des Jahres 1853 begonnen und nach einer Bauzeit von knapp viereinhalb Jahren konnte am 24. April 1858 die Kollaudation vorgenommen werden. In der Zwischenzeit waren im Jahre 1856 beide ausführende Baumeister verstorben, sodass die Fertigstellung durch andere Unternehmer erfolgte. Einer war der Sohn von Benninger, Matthäus Benninger, der beim Kasernenbau als Polier tätig war und nun als Erbe und Inhaber des Baubetriebes erheblichen Anteil am Bau der Dragonerkaserne hatte.
Die mit Plastiken geschmückten Giebelfelder wurden durch den Linzer Maler und Bildhauer Ferdinand Scheck (1827–1891) ausgeführt nachdem Pläne vom Bau–Assistenten der Landesbaudirektion, Josef Hofer, der Bauaufseher war, verworfen wurden. Die von Matthäus Benninger errichtete und am 8. November 1858 übergebene Kapelle der Kaserne wurde ebenfalls von Scheck ausgestattet.
Die zahlreichen Gusseisensäulen für die Stallungen wurden von der Gießerei „Noitzmühle“ hergestellt, die damit ihre Leistungsfähigkeit unter Beweis stellte.
Im Eigentum der Heeresverwaltung standen das jeweils 2. Stockwerk des Ost- und des Westtraktes, der Rest gehörte dem Landesfonds.
Die erste militärische Einheit, die in der Dragonerkaserne stationiert war, war eine Eskadron des Husarenregiments Nr. 6, welche am 1. Mai 1858 die Kaserne bezog.
Nach Ende des Ersten Weltkrieges und dem Zerfall der Habsburgermonarchie diente die Kaserne als Standort für das „Oberösterreichische Alpenjägerregiment Kaiserin Maria Theresia Nr. 8“ des Bundesheeres und trug den Namen „Alpenjägerkaserne“.
Im Zweiten Weltkrieg beherbergte die Kaserne Infanterie- und Artillerie-Einheiten sowie ein Lazarett des Heeres der deutschen Wehrmacht. Nach Kriegsende dienten die Stallungen bis 1955 als Unterkunft für die Hengste der Spanischen Hofreitschule. Zuletzt war im Westhof die Straßenmeisterei des Landes Oberösterreich untergebracht, ehe die WAG Wohnungsanlagen Ges.m.b.H. im Jahre 1998 in den Besitz der Gebäude gelangte und darin – auch in den ehemaligen Stallungen – Wohnungen und Nutzflächen für Gewerbebetriebe errichtete. Im südlichen Flügel des Westhofes ist ein Museum über die Geschichte der 4–er Dragoner mit historischen Uniformen, Waffen, Orden und Ausrüstungsgegenständen.
Die Gebäude der Dragonerkaserne stehen unter Denkmalschutz (Listeneintrag).

## Truppenteile, die in Wels stationiert waren
- 1858: Husaren-Regiment Nr. 6
- 1860: Husarenregiment Nr. 13

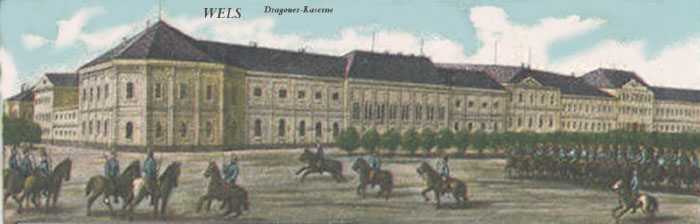
Südfassade der Dragoner-Kaserne Wels in einer alten Ansicht

- 1865 bis 1866: Husaren-Regiment Nr. 8
- 1867: Husarenregiment Nr. 10
- 1869: Dragonerregiment Nr. 2
- 1873: Dragonerregiment Nr. 4
- 1883: Dragonerregiment Nr. 3
- 1891: Dragonerregiment Nr. 15
- 1898 bis 1911: Dragonerregiment Nr. 6
- 1900: Ersatzkader des Dragonerregiments Nr. 4
- 1911 bis Kriegsende 1918: 2. Division (Bataillon)  des Dragonerregiments Nr. 4

## Baubeschreibung
Der Gebäudekomplex der Dragonerkaserne ist mit einer Länge von 337 Metern und einer Breite von 123 Metern der vermutlich größte Profanbau Oberösterreichs. Die Längsachse, an die sich drei Kasernenhöfe reihen, verläuft von Südwest nach Nordost etwa einen Kilometer westlich des historischen Stadtkerns von Wels. Das Areal wird im Norden von der Salzburger und im Süden von der Dragonerstraße begrenzt.
Die Fassaden aller Gebäudetrakte sind straßenseitig durch Gesimse, Lisenen und Pilaster mit Quaderputz im Erdgeschoß gegliedert.

### Südliche Gebäudetrakte

#### Mittelteil

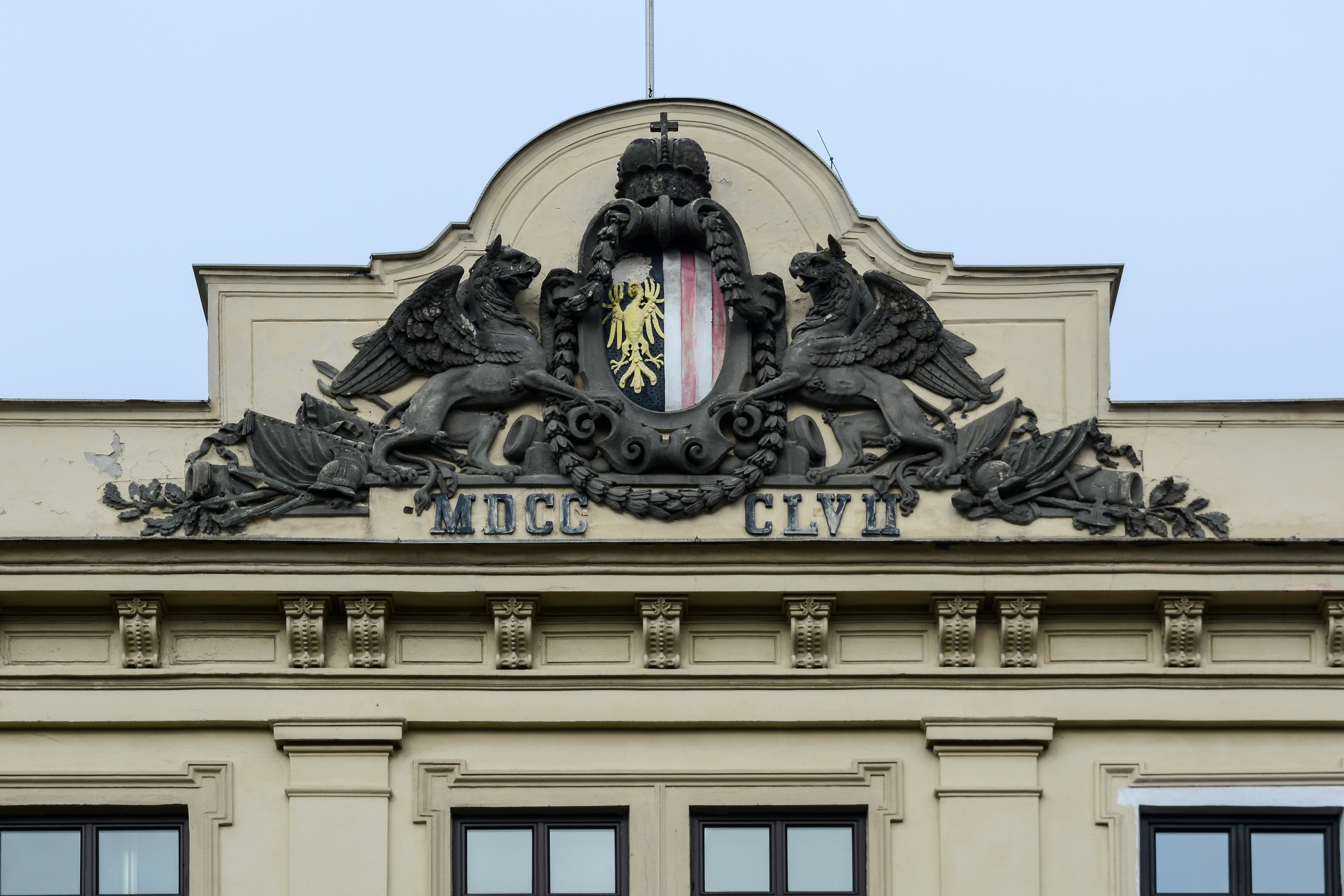
Blendgiebel über dem Hauptportal Süd

Das Hauptportal befindet sich im südlichen zweigeschoßigen Mittelteil des Gebäudes und führt in den mittleren der drei Kasernenhöfe. Dieser Teil des Gebäudekomplexes hat sieben Fensterachsen, wovon die drei mittleren als flacher Risalit ausgebildet sind. Er hat eine korbbogige Durchfahrt, die von zwei schlanken rundbogigen Durchgängen flankiert wird. In den beiden Obergeschoßen sind jeweils Doppelfenster in der mittleren und einfache Fenster in den seitlichen Fensterachsen. Die Fenster sind faschengerahmt und haben im ersten Obergeschoß Sohlbänke und Verdachungen. Der Risalit wird von einem stufenförmigen Blendgiebel mit halbrundem Abschluss vor einem Walmdach bekrönt. Das Giebelfeld ziert eine markante Plastik mit dem bekränzten Oberösterreichischen Landeswappen über Voluten und flankiert von zwei geflügelten Pferden über Fahnen, Waffen und Stahlhelmen. Darunter die römische Zahl „MDCCCLVII“.
An den Mittelteil der südlichen Gebäudefront schließen östlich und westlich mehrere ähnlich ausgeführte eingeschoßige Seitenflügel an.

#### Westliche Seitenflügel
Der erste westlich an den Mittelteil anschließende hat neun Fensterachsen und ein Satteldach. Im Erdgeschoß sind Rundbogenfenster mit profiliertem Bogen, die faschengerahmten Rechteckfenster des Obergeschoßes haben Sohlbänke auf Konsolen. In einer Achse des Erdgeschoßes bildet ein Rundbogenportal den Zugang zum Gebäudetrakt.

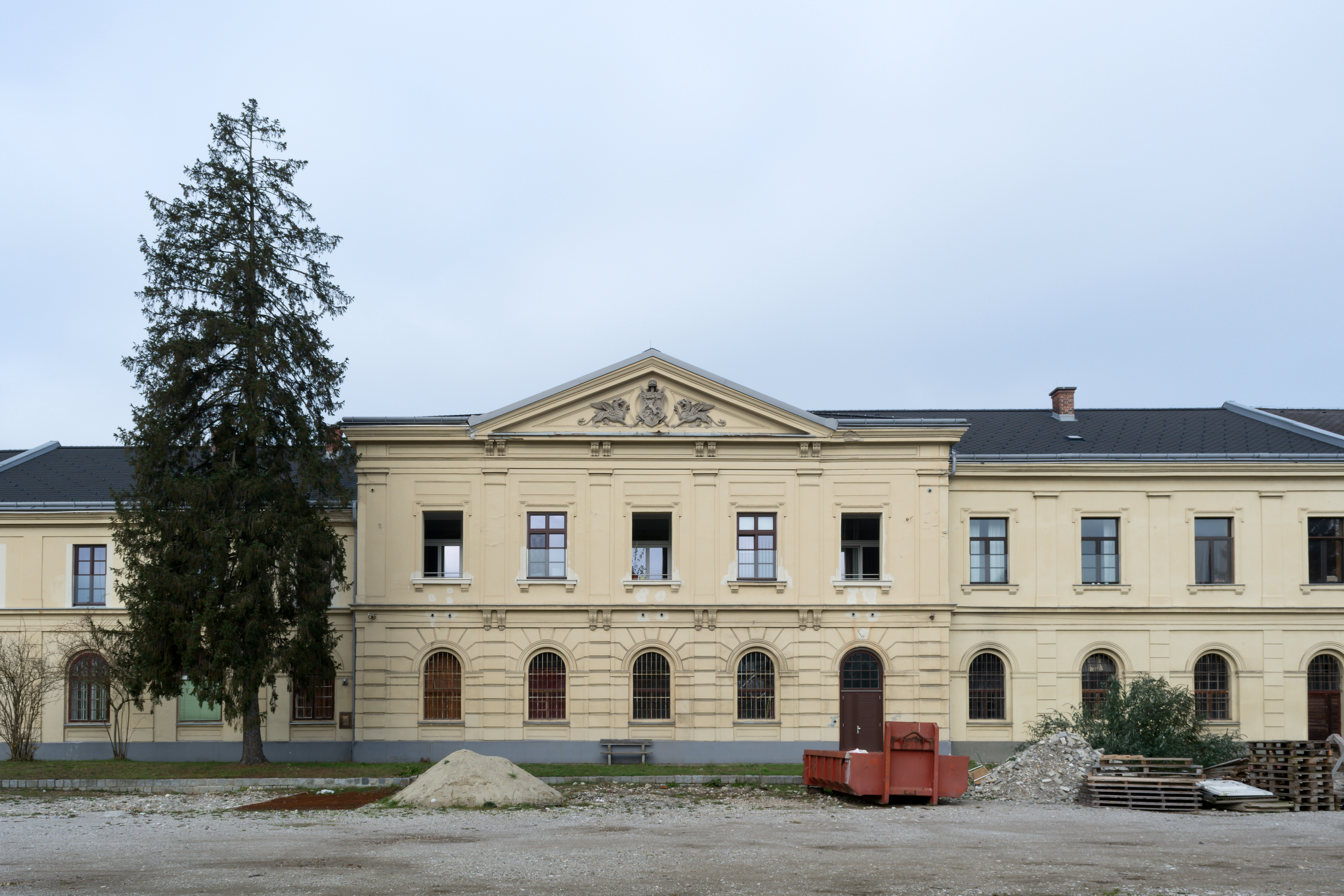
Westlicher Risalit an der südlichen Gebäudefront

Auf diesen Gebäudeteil folgt westlich ein fünfachsiger Risalit, der die Schmalseite eines Gebäudeflügels darstellt, welcher sich nach Norden fortsetzt und hofseitig den mittleren Hof vom Westhof trennt. Der Risalit hat ein Walmdach hinter einem dreieckigen Blendgiebel, der auf Konsolen ansetzt. Im Giebelfeld ist eine reliefierte Wappenkartusche, die von figuralen Tierdarstellungen flankiert wird. Das umlaufende Kordongesims setzt im Bereich des Risalits auf Konsolen an. Die faschengerahmten Rechteckfenster des Obergeschoßes haben Sohlbänke auf Konsolen, im Erdgeschoß sind vier Rundbogenfenster und ein Rundbogenportal.
Es folgt ein etwas niedrigerer vierachsiger Flügel mit Satteldach, bei welchen – wohl wegen geringerer Raumhöhe des Erdgeschoßes – die faschengerahmten Rechteckfenster des Obergeschoßes direkt an dem umlaufenden Gesims ansetzen, das dadurch in diesem Bereich zum Sohlbankgesims wird. Im Erdgeschoß sind vier Rundbogenfenster.